# العلاقات البنينية التوفالية
العلاقات البنينية التوفالية هي العلاقات الثنائية التي تجمع بين بنين وتوفالو.

## مقارنة بين البلدين
هذه مقارنة عامة ومرجعية للدولتين:
| وجه المقارنة                                              | بنين            | توفالو                         |
| --------------------------------------------------------- | --------------- | ------------------------------ |
| المساحة (كم2)                                             | 114.76 ألف      | 26                             |
| عدد السكان (نسمة)                                         | 11.18 مليون     | 11.19 ألف                      |
| الكثافة السكانية (ن./كم²)                                 | 97.42           | 43.04 ألف                      |
| العاصمة                                                   | بورتو نوفو      | فونافوتي                       |
| اللغة الرسمية                                             | لغة فرنسية      | اللغة التوفالوية، لغة إنجليزية |
| العملة                                                    | فرنك غرب أفريقي | دولار توفالو                   |
| الناتج المحلي الإجمالي (بليون دولار)                      | 9.27 مليار      | 39.73 مليون                    |
| الناتج المحلي الإجمالي (تعادل القوة الشرائية) بليون دولار | 22.38 مليار     | 38.93 مليون                    |
| الناتج المحلي الإجمالي الاسمي للفرد دولار أمريكي          | 762             | 3.29 ألف                       |
| الناتج المحلي الإجمالي للفرد دولار أمريكي                 | 2.03 ألف        | 3.77 ألف                       |
| مؤشر التنمية البشرية                                      | 0.480           |                                |
| رمز المكالمات الدولي                                      | +229            | +688                           |
| رمز الإنترنت                                              | .bj             | .tv                            |
| المنطقة الزمنية                                           | ت ع م+01:00     | ت ع م+12:00                    |

## منظمات دولية مشتركة
يشترك البلدان في عضوية مجموعة من المنظمات الدولية، منها:
| علم المنظمة | اسم المنظمة                                 | تاريخ انضمام بنين | تاريخ انضمام توفالو |
| ----------- | ------------------------------------------- | ----------------- | ------------------- |
|             | مجموعة دول أفريقيا والكاريبي والمحيط الهادئ | ?                 | ?                   |
|             | منظمة حظر الأسلحة الكيميائية                | ?                 | ?                   |
|             | الأمم المتحدة                               | 20 سبتمبر 1960    | 5 سبتمبر 2000       |
|             | يونسكو                                      | 18 أكتوبر 1960    | 21 أكتوبر 1991      |
|             | مؤسسة التنمية الدولية                       | 16 سبتمبر 1963    | 24 يونيو 2010       |
|             | البنك الدولي للإنشاء والتعمير               | 10 يوليو 1963     | 24 يونيو 2010       |
|             | الاتحاد البريدي العالمي                     | ?                 | ?                   |
|             | الاتحاد الدولي للاتصالات                    | 1961              | 15 أغسطس 1996       |

## وصلات خارجية
- موقع وزارة الخارجية البنينية